# Huddersfield Golf Club
De Huddersfield Golf Club in een oude golfclub in Huddersfield, West-Yorkshire, Engeland.
Op Huddersfield is het kantoor gevestigd van de Yorkshire Union of Golf Clubs, waarvan Dr F.L. Machennzie de eerste president was. 

## Geschiedenis
De club werd in 1891 opgericht. Er kwam een 18 holesbaan voor de heren en een 9 holesbaan voor de dames. 

#### De pro's
De eerste professional was Sandy Herd, die toen pas 23 jaar was en in 1902 het Brits Open won. De eerste clubmaker was Bob Partington. Later werkte o.a. John Fallon, Ryder Cupspeler in 1955, als pro op deze club. Sinds 1987 is Paul Carman de headprofessional. Hij won o.a. het International Broekpolder Golf Tournament in 1991 en het Kenya Open in 1994.

#### De baan
Natuurlijk is er in ruim honderd jaar veel aan de baan veranderd, eerst door Sandy Herd, later ook door Dr Mackenzie, de voorzitter van de club, en weer later door Fred Hawtree en Donald Steel. De laatste vernieuwingen waren in 2004, toen alle greens volgens de Amerikaanse standaard werden gemaakt om ook 's winters bespeelbaar te zijn.  
Om de heropening van de baan te vieren in 2004, werd er een demonstratiewedstrijd gespeeld door Neil Coles, Alison Nicholas, Gary Wolstenholme en Emma Duggleby. De baan heeft voor de heren een par van 70 en voor de dames van 73, want de eerste, 12de en 14de hole zijn voor hen een par-5.

## Trivia
- Huddersfield heeft nog enkele golfclubs, w.o. de Crossland Heath Golf Club uit 1986.